# Brigitte Guibal
Brigitte Guibal, född den 15 februari 1971 i Mende, Frankrike, är en fransk före detta kanotist.
Hon tog OS-silver i K-1 slalom i samband med de olympiska kanottävlingarna 2000 i Sydney.